# Anemone gokayamensis
Anemone gokayamensis là một loài thực vật có hoa trong họ Mao lương. Loài này được M.Sugim., Tak.Sato & Naruh. mô tả khoa học đầu tiên năm 1998.